# Chogosta
La chogosta (del náhuat, xogoc 'agrio' y tlalli 'tierra') es un dulce típico de Jáltipan, al sur del estado de Veracruz, México, a base de un tipo de barro o tierra comestible que se encuentra de forma natural en esta área.
Antiguamente, este dulce tenía una función principalmente medicinal y religiosa. Hoy en día, su consumo es cada vez más escaso y solo algunas personas mayores en Jáltipan conocen la receta para producir chogostas. No obstante, está fuertemente ligado a la cultura de este pueblo, tanto que a los jaltipanecos se les conoce localmente como chogosteros.

## Preparación
La arcilla con la que se forman las bolitas de chogosta se extrae de ciertos montículos, cuevas o bancos de arena, removiendo la tierra varios metros de profundidad. También en el fondo de manantiales, en los que se deposita una especie de barro de color rojizo con vetas de lodo blanco. Este barro que rodea la chogosta se debe separar y se ocupa solo la parte comestible. Esta arcilla se forma de manera natural en los campos jaltipanecos y chinamecos, y la persona dedicada a su recolección se denomina «chagostero».
Los trozos de tierra se trituran y el polvo resultante se amasa vigorosamente junto con un poco de agua para formar una masa. Se deja reposar y luego se hacen bolitas de 5-10 cm Ø (o 20 g).
Las bolitas se ahuman en un tapanco, tapestle o tapezco, un tipo de parrilla con leña de encino usado por las comunidades indígenas de este lugar. Las bolitas no tocan directamente la llama del fuego. El proceso de ahumado dura entre 3 y 5 días. En el fuego se queman una mezcla de hierbas aromáticas llamada gogopeta, que aporta una característica fragancia a las bolitas de chogostas.

## Características

### Composición y apariencia
La chogosta se elabora a partir de una tierra semidura de un color blanco con tonalidades púrpuras o rosadas cuando se extrae. Este tipo de arcilla se denomina científicamente caolín o caolinita, mezclada en un 10-15% con mica y cuarzo.

### Sabor
La chogosta es una tierra insípida, y como su nombre indica, de ligero sabor ácido o agrio y dulce (agridulce). Quienes prueban la chogosta afirman que predomina un claro sabor a tierra, con aroma y matices ahumados.

### Textura
Este dulce tiene una textura chiclosa, y posee una consistencia compactada que se desmorona como un mazapán o dulce de cacahuate.

### Nutrición y salud
Varias propiedades nutricionales se le asocia a la chogosta. En la medicina tradicional indígena es un alimento usado para combatir diferentes tipos de parasitosis y enfermedades digestivas. También es usado para blanquear los dientes. No obstante, al no haberse realizado un estudio científico acerca de sus aplicaciones médicas, no es posible todavía recomendar su uso medicinal.
La chogosta está hecha a base de tierra y por ello contiene una gran cantidad de sales minerales: nitrato, fosfato, potasio, fósforo, magnesio y aluminio.  Se recomienda a mujeres embarazadas por ser fuente de calcio.
La chogosta se debe consumir moderadamente, ya que en grandes cantidades puede provocar daños renales debido a la gran concentración de minerales.

## Historia
Aunque se desconoce el origen de la chogosta, los jaltipanecos consideran que es de herencia prehispánica. En el yacimiento arqueológico El Manatí, situado en Hidalgotitlán (40 km al oeste de Jáltipan), se encuentran ofrendas de tierra comestible envueltas en hojas de hierba santa y tabaco. Estas ofrendas están fechadas hacia el año 1300 a. C. Antiguamente los olmecas que poblaban la región producían finas cerámicas con esta arcilla, llamada caolín o caolinita.
El consumo de distintos tipos de tierra es documentado en varios pueblos indígenas americanos y tiene una función medicinal y ritual principalmente. Es el caso del «pan de tierra bendita» consumido de manera aislada en la vecina Oaxaca. En varios de los escritos que realizó en sus viajes a América, el científico Alexander von Humboldt (1769-1859) describió el consumo de tierra por los pueblos nativos, como los otomacos de la actual Venezuela, que consumían greda comestible y endurecida al fuego que denominaban poya. Otras formas de geofagia se documentan en multitud de culturas del mundo, en África, Asia y Europa.

### Desaparición
Antiguamente, la chogosta era preparada por las personas mayores de Jáltipan. En el último siglo, su consumo ha decaído enormemente, ya que las nuevas generaciones no están interesados en comer o preparar chogostas. Uno de los últimos ancianos del pueblo que es conocedor de la producción de esta golosina es Don Pedro Martínez, entrevistado por medios de comunicación e investigadores por guardar la receta original que aprendió de su abuela.
En la actualidad varias organizaciones promueven el aprendizaje de esta preparación culinaria, como la asociación civil Tapalehui Toj Nehuan, el rancho Luna Negra y el Centro de Documentación del Son Jarocho, los cuales consiguieron empaquetar las chogostas e introducirlas en el mercado.

## Lectura complementaria
- Guiteras Holmes, C. (2005). Sayula. Gobierno del Estado de Veracruz de Ignacio de la Llave. «CHAGOSTA: Es un barro de sabor ácido que se encuentra en tierras de Jáltipan, al que se le da forma de bola, dejándola ahumar en el... (etc.)».
- Tradiciones y costumbres del sur de Veracruz: recopilación y rescate de las raíces de nuestra identidad. 2000. «Desde su fundación por los aztecas como parte del señorío de Coatzacoalcos, los pobladores de Jáltipan, indígenas... (...) Cuando ya estaban secas estas bolitas, las lamían como golosina o le ponían un pedazo de chogosta... (etc.)».

- Datos: Q102013287